# Virginia Slims Championships 1978
Il Virginia Slims Championships 1978 è stato un torneo di tennis femminile che si è giocato ad Oakland negli USA dal 27 marzo al 2 aprile su campi in sintetico indoor. È stata la 7ª edizione del torneo di fine anno di singolare.

## Campionesse

### Singolare
Martina Navrátilová ha battuto in finale  Evonne Goolagong Cawley con il punteggio di 7–6(0), 6–4

### Doppio
- Doppio non disputato